# Heinrich Göbel (Architekt)
Heinrich Göbel (* 7. Oktober 1879 in Seilhofen, Dillkreis; † 26. Februar 1951 in Hamburg) war ein deutscher Architekt und Forscher auf dem Gebiet der Bildwirkerei (Tapisserien).
Heinrich Göbel studierte nach dem Abitur in Gießen Architektur an der Technischen Hochschule Hannover, wo er seit 1903 der Hannoverschen Burschenschaft Cimbria angehörte, und der Technischen Hochschule Darmstadt, wo er nach dem Diplom 1908 auch zum Dr.-Ing. promoviert wurde. Anschließend war er als Baubeamter in Hessen tätig, 1908 wurde er zum Regierungsbaumeister ernannt. Um 1910 wurde er Stadtbaurat in Kolberg, wo er bis Kriegsende Anfang März 1945 tätig war. Nach der Vertreibung ließ er sich in Hamburg nieder.
Bekannt ist er vor allem durch sein mehrbändiges Werk zur Geschichte der Bildwirkerei.

## Veröffentlichungen
- Darstellung der Entwicklung des süddeutschen Bürgerhauses. Eine Darstellung seiner Entwicklung in geschichtlicher architektonischer und kultureller Hinsicht an der Hand von Quellenforschungen und masstäblichen Aufnahmen. Kühtmann, Dresden 1908 (Dissertation, behandelt nur die Bürgerhäuser an der Bergstraße).
- Kolberg. Dari, Deutscher Architektur- u. Industrie-Verlag, Berlin-Halensee 1921.
- mit Emil Probst: Die Lehren der Explosionskatastrophe in Oppau für das Bauwesen. J. Springer, Berlin 1923.
- Die städtebauliche Entwicklung von Kolberg. Mittelalterliche Industriestadt, Festung, See-, Sol- und Moorbad. Lindner, Düsseldorf 1928.
- Das Kolberger Rathaus im Wandel der Zeiten unter besonderer Berücksichtigung. des vor 100 Jahren vollendeten dritten Baues. Kolberg 1932.
- Wandteppiche. Klinkhardt & Biermann, Leipzig 1923–1934 (Digitalisat).
  - I. Teil, Die Niederlande. 2 Bände, 1923.
  - II. Teil Die romanischen Länder. Die Wandteppiche und ihre Manufakturen in Frankreich, Italien, Spanien und Portugal. 2 Bände, 1928.
  - III. Teil, Band 1: Die germanischen und slawischen Länder. Deutschland einschließlich Schweiz und Elsass (Mittelalter), Süddeutschland (16. bis 18. Jahrhundert). 1933.
  - III. Teil, Band 2: Die germanischen und slawischen Länder. West-, Mittel-, Ost- und Norddeutschland, England, Irland, Schweden, Norwegen, Dänemark, Russland, Polen, Litauen. 1934.